# The Rainbow Trail (1925)
The Rainbow Trail is een Amerikaanse western uit 1925. De film is gebaseerd op het gelijknamige boek uit 1915 van Zane Grey. De stomme film is bewaard gebleven en ligt opgeslagen in het George Eastman House in de Verenigde Staten. De film werd in Nederland uitgebracht onder de titel Gerechtigheid in de wildernis. Het werd gezien als een van de beste werken van Tom Mix. Dit is een vervolg van de in maart 1925 verschenen film Riders of the Purple Sage.
The Rainbow Trail was al eerder in 1918 verfilmd met William Farnum in de hoofdrol, en werd in 1932 een derde keer verfilmd (toen met George O'Brien).

## Verhaal
John Shefford ontdekt dat zijn vermiste oom, Lassiter (Doc Roberts, in Riders of the Purple Sage gespeeld door Mix), en een jonge vrouw vastzitten in Paradise Valley nadat een rotsblok voor de enige uitgang van de vallei is gevallen. John gaat naar ze toe om ze te redden en voorkomt onderweg dat Fay Larkin (Anne Cornwall), de geadopteerde dochter van de vrouw die vastzit met zijn oom, moet trouwen met Willets (Mark Hamilton), de leider van de bende die zijn oom de vallei in joeg. Nadat de twee zijn bevrijd uit de vallei, wordt Fay ontvoerd door Shadd (Fred DeSilva). John komt weer helpen: hij bevrijdt haar en doodt Shadd.

## Rolverdeling
| Acteur             | Personage       |
| ------------------ | --------------- |
| Tom Mix            | John Shefford   |
| Anne Cornwall      | Fay Larkin      |
| George Bancroft    | Jake Willets    |
| Lucien Littlefield | Joe Lake        |
| Mark Hamilton      | Beasley Willets |
| Vivien Oakland     | Bessie Erne     |
| Thomas Delmar      | Venters         |
| Fred DeSilva       | Shadd           |
| Steve Clements     | Nas Ta Bega     |
| Doc Roberts        | Lassiter        |
| Carol Halloway     | Jane            |
| Diana Miller       | Anne            |
| Tony het paard     | Tony            |